# SFR
SFRは、フランスの移動体通信事業者。

## 概要
フランスの携帯電話会社として長らくヴィヴェンディの傘下で成長した。当初は携帯電話専業だったが、2007年以降、M&Aを進め、2008年には固定電話第2位のNeuf Cegetelを買収、完全子会社化し、現在は総合通信事業者となっている。2011年6月、ヴィヴェンディが英ボーダフォンが保有していたSFR株式(44%)を取得して100%子会社化した。
2012年1月にフリー・モバイルが参入したことにより、長らくOrange、SFR、ブイグ・テレコムの既存の3社が寡占してきたフランスの携帯市場に再編の波が押し寄せた。これまではフランスの携帯市場は欧州の他国よりも競争状況が比較的緩やかで、既存の3社は安定した市場環境に甘んじてきた。
2014年4月、ヴィヴェンディの通信部門であるSFRが現在の親会社であるアルティスによって買収され、フランスの携帯電話市場でOrangeに次ぐ第2位に浮上した。